# Sojus TMA-15
Sojus TMA-15 ist eine Missionsbezeichnung für den Flug des russischen Raumschiffs Sojus zur Internationalen Raumstation (ISS). Im Rahmen des ISS-Programmes trägt der Flug die Bezeichnung ISS AF-19S. Es ist der 19. Besuch eines Sojus-Raumschiffs an der ISS und der 125. Flug im Sojusprogramm. Der Start erfolgte am 27. Mai 2009, am 29. Mai dockte das Raumschiff an der ISS an.

## Besatzung
- Roman Jurjewitsch Romanenko (1. Raumflug), Kommandant (Russland/Roskosmos)
- Frank De Winne (2. Raumflug), Bordingenieur (Belgien/ESA)
- Robert Thirsk (2. Raumflug), Bordingenieur (Kanada/CSA)[2]

### Ersatzmannschaft
- Dmitri Jurjewitsch Kondratjew (Russland/Roskosmos) (für Romanenko)
- André Kuipers (Niederlande/ESA) (für De Winne)
- Chris Hadfield (Kanada/CSA) (für Thirsk)

## Missionsüberblick
Diese Mission brachte drei weitere Besatzungsmitglieder der ISS-Expeditionen 20 und 21 zur Internationalen Raumstation. Das Sojus-Raumschiff blieb angekoppelt und diente als zweite Rettungskapsel neben Sojus TMA-14 für die mit diesem Flug auf sechs Personen angewachsene Langzeitbesatzung.